# Велика Олександрівка (село)
Вели́ка Олекса́ндрівка — село в Україні, у Бориспільському районі Київської області. Входить до складу Пристоличної сільської громади. Населення становить 2378 осіб. Село розміщується за 7 км на північний захід від Борисполя, 0,5 км від автомагістралі Київ — Харків і від залізничної магістралі.
Транспортне сполучення зі столицею та Борисполем забезпечується електропоїздами Гребінка, Яготин — Київ з платформи Чубинський. Пересадка на метрополітен забезпечується на станціях Видубичі та Київ-Пас.-Північна, на міські електропоїзди — на ст. Дарниця.

## Історія
Перші поселенці з'явилися тут 1775 року після зруйнування імператрицею Катериною Запорізької січі. Назву Великій і Малій Олександрівкам дав поміщик, відставний майор Вільгельм Ремерс, який вважав себе їх засновником, хоча  1775 року йому було лише 4 роки на честь дружини Олександри. Назви села отримали від кількості дворів: у Великій їх було на той час 53, а у Малій — 38. Підтвердженням цих свідчень є надмогильний камінь, знайдений у 50-х p.p. XX ст., на якому викарбувано російською мовою: «Здесь покоится прах основателя сей деревни Вильгельма Францовича Ремерса, родившегося 8.01.1771 г. и скончавшегося 28.04.1844 г.»
Після Ремерса власниками земель стали пани Калиновський, Обштейн, Кладницький. Пізніше село купив поміщик Микола Васильович Країнський, який мав 1000 десятин землі. Його маєток знаходився на місці сучасної школи. 1814 року французькими військовополоненими тут було збудовано панський маєток із саджанцями з Франції.
Є на мапі 1868 року як  Олександрівка
1859 року в селі було 53 двори і 317 жителів. У середині XIX ст. тут працював винний завод. Неподалік від Великої Олександрівки знаходився хутір Чубинське, хутір, що належав родині Чубинських. На цьому місці встановлено пам'ятний знак.
1901 року - селище Броварської волості Остерського повіту Чернігівської губернії, 489 мешканців.
У довоєнні роки в селі було 2 колгоспи: ім. Воровського та ім. 9 січня. 
У вересні 1941 року близ села точилися бої. На межі села 4-та дивізія військ НКВС прикривала відступ військ СРСР. 1984 року на місці боїв встановлено меморіальний знак.
В селі працюють сільськогосподарські підприємства: ЗАТ «Агро-Регіон», TOB «Генетичні ресурси», ВАТ ПЗ «Олександрівка», промпідприємства TOB «Юніверсал Лоджистік», TOB «Продсервіс», TOB «Корнор», ТОВ «Київський завод ПТО» та 28 приватних підприємців.
Шість магазинів, дитсадок «Їжачок», загальноосвітня школа І-ІІІ ступенів, школа мистецтв та ремесел, будинок культури, бібліотека, фельдшерсько-акушерський пункт, перукарня, пожежне депо на один автомобіль, футбольний клуб «Прометей».
У 2021 році біля села створений на полі посівом кукурудзи найбільший герб України, . Велетенський Тризуб висіяли на полі неподалік міжнародного аеропорту «Бориспіль». Його внесли до реєстру рекордів України.

## Населення
Згідно з переписом УРСР 1989 року чисельність наявного населення села становила 2990 осіб, з яких 1385 чоловіків та 1605 жінок.
За переписом населення України 2001 року в селі мешкало 2216 осіб.

### Мова
Розподіл населення за рідною мовою за даними перепису 2001 року:
| Мова       | Відсоток |
| ---------- | -------- |
| українська | 92,58 %  |
| російська  | 6,61 %   |
| білоруська | 0,22 %   |
| вірменська | 0,22 %   |
| інші       | 0,37 %   |

## Галерея

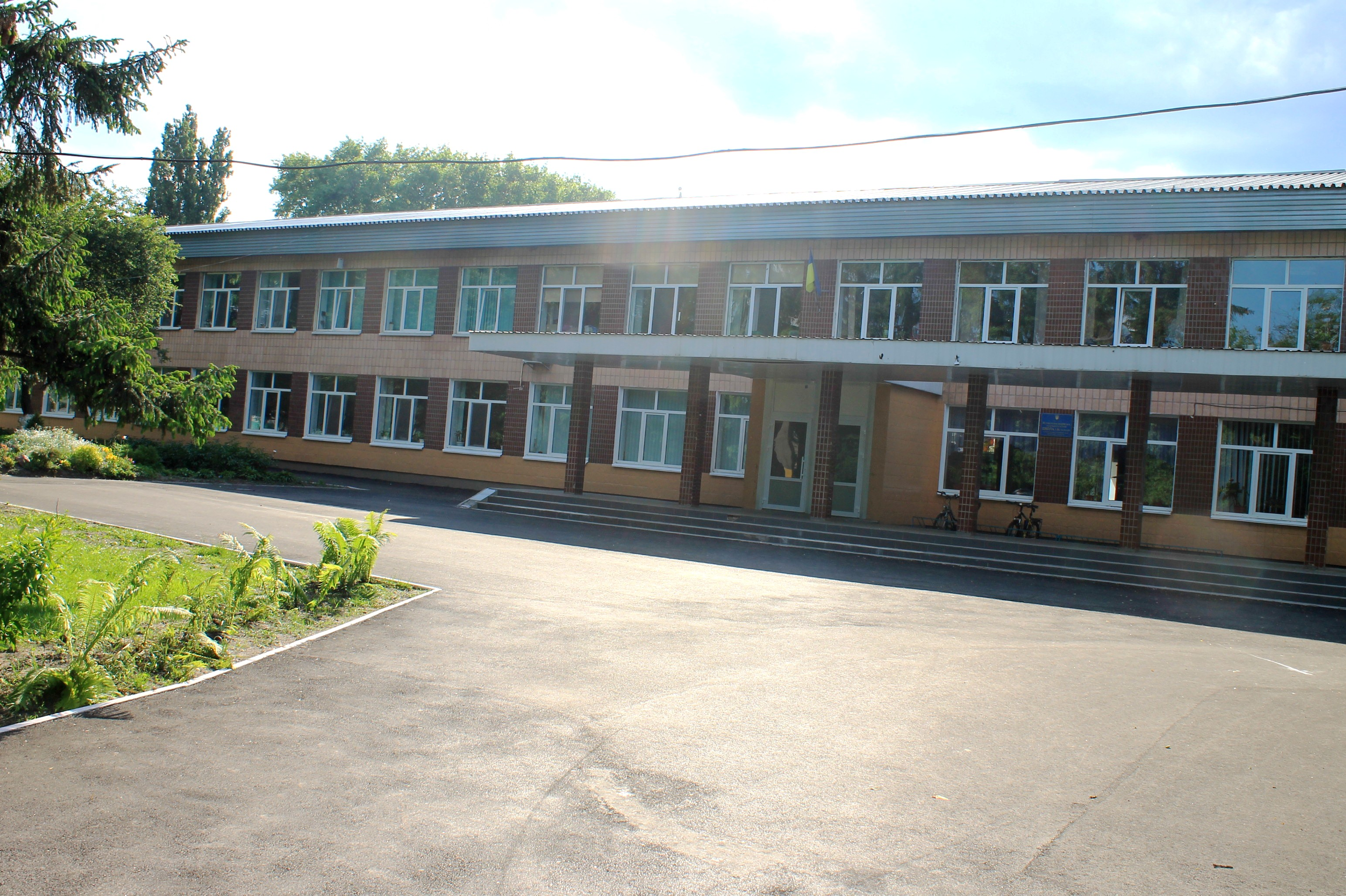
Школа
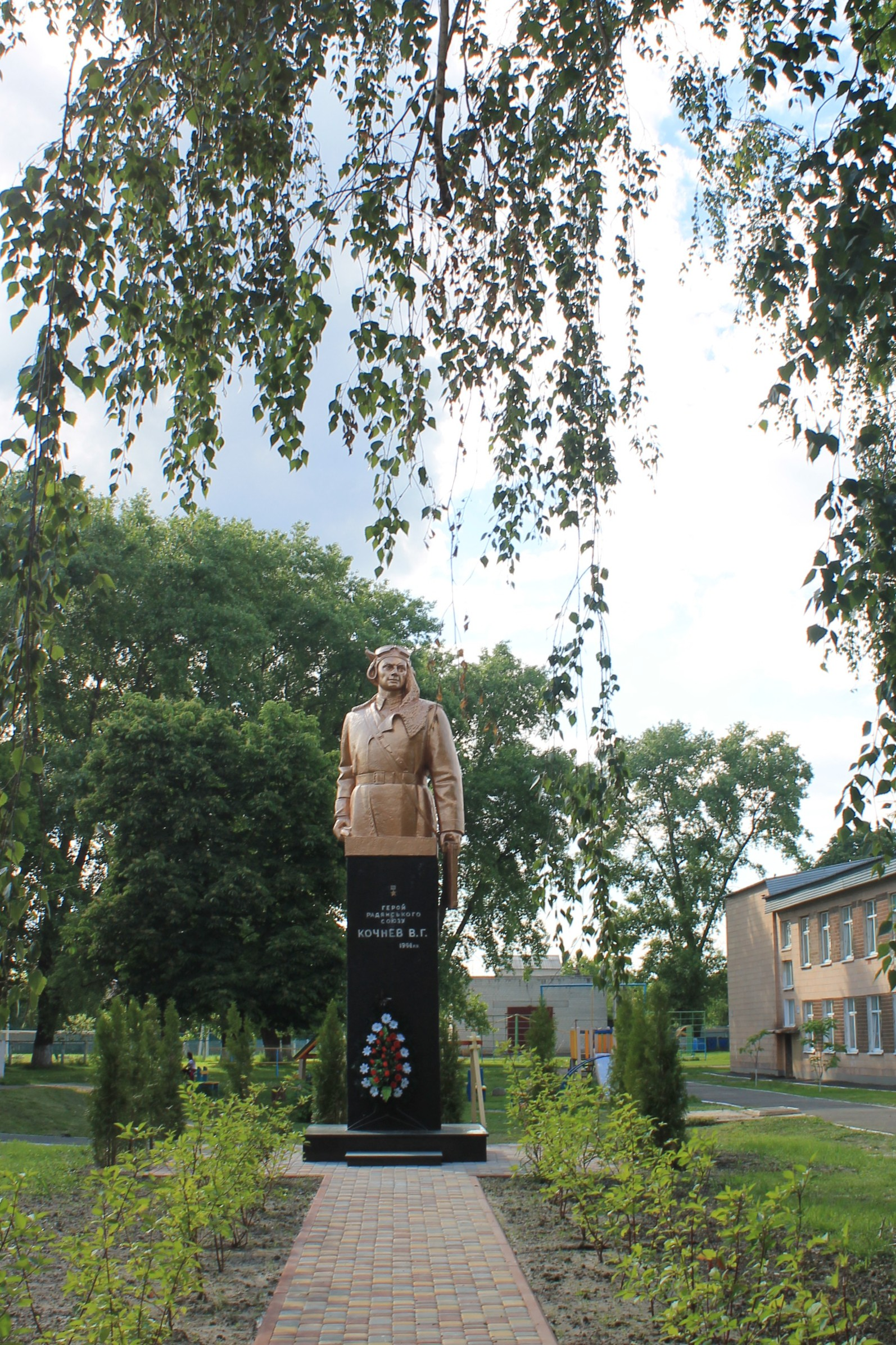
Пам'ятник герою Радянського Союзу, льотчику В. Кочневу
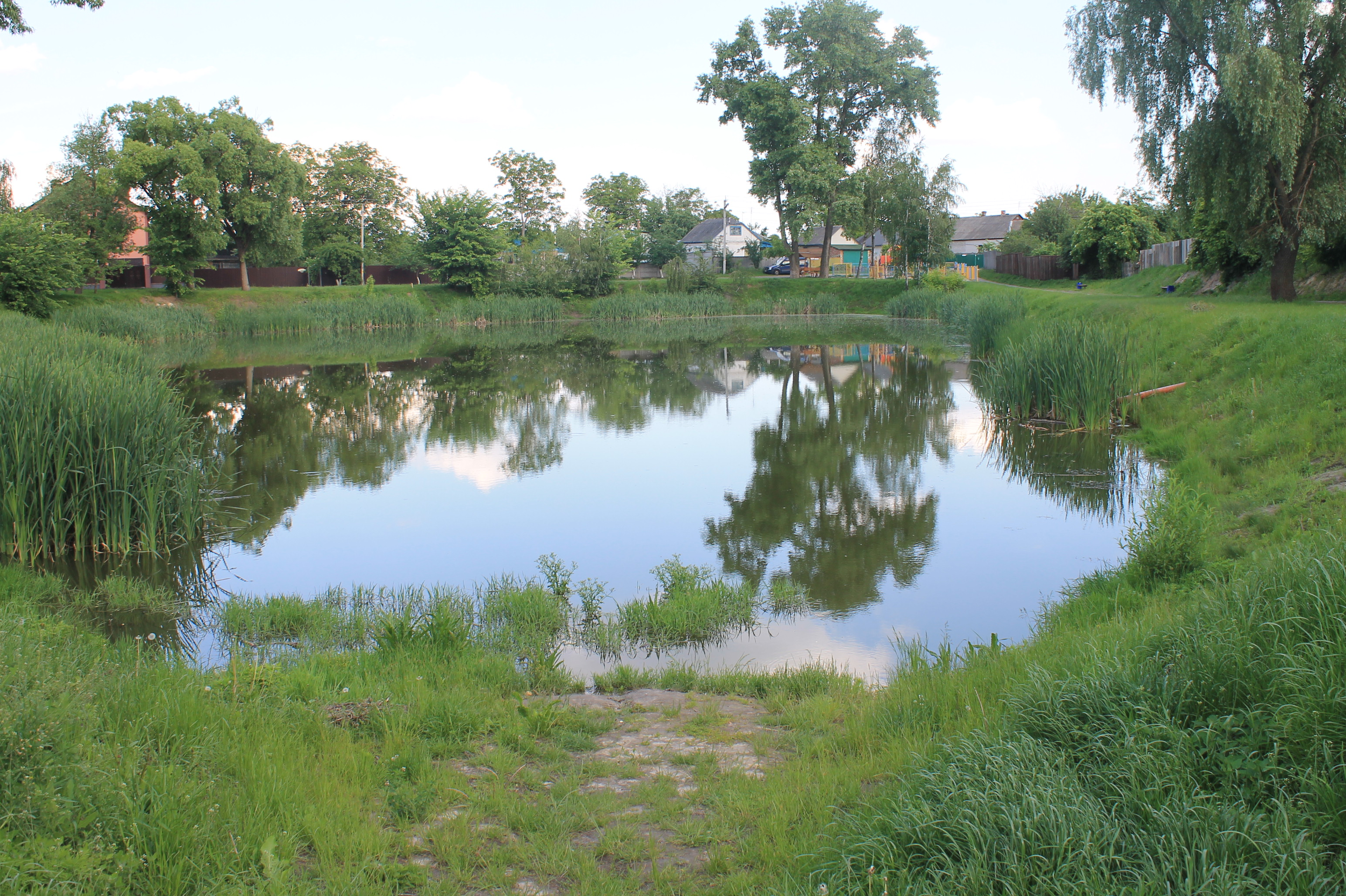
озеро навпроти школи
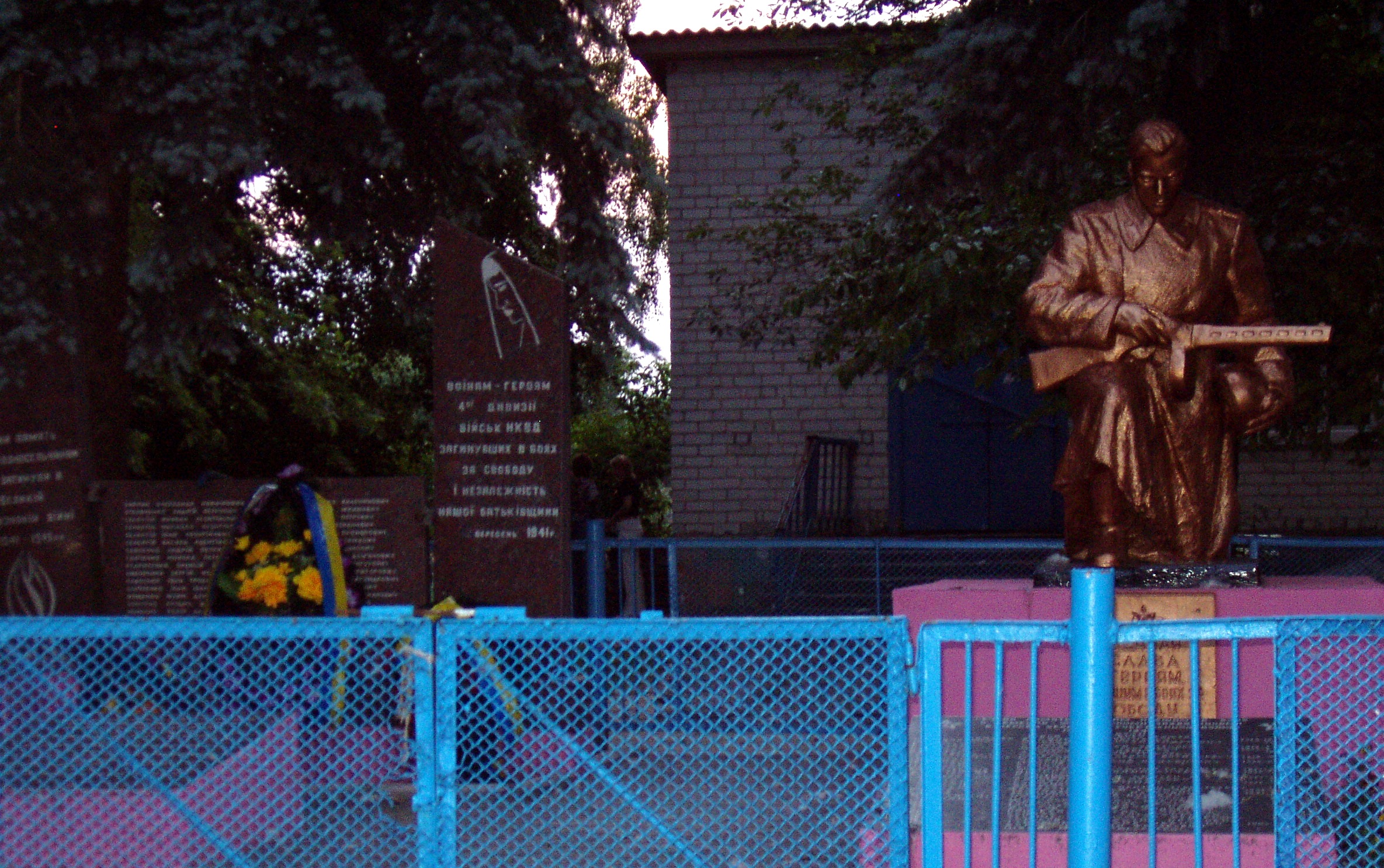
Братська могила воїнів Радянської Армії, серед яких Герой Радянського Союзу, і пам'ятник воїнам-односельцям, які загинули в роки Другої світової війни